# 福山服務區
福山SA（平假名：ふくやまサービスエリア）位於廣島縣福山市的山陽自動車道之服務區。

## 連接道路
- 山陽自動車道

## 歷史
- 1991年3月20日 - 山陽自動車道福山西IC至福山東IC之間開通，此服務區也同時啟用。

## 服務區設施
- 上行線（姬路、神戶、淡路、大阪方向）
  - 停車場
    - 小型車：78台
    - 大型車：58台

  - 廁所
    - 男士 大型5（和式2、西式3）、小型10
    - 女士 25（和式12、西式13）
    - 輪椅人士專用 1

  - 油站（ITEMITSU，24小時）
  - 餐廳（7:00-22:00）
  - 小食販賣（24小時）
  - 商店（24小時）
  - 自動售賣機
  - 手提電話充電站（24小時）
  - 傳真服務（平日：9:00-19:00，假日：9:00-19:00）
  - 公路資訊
  - 彩票售賣（10:00-18:00）
  - 郵筒（福山郵局管理）
  - Dog run
- 下行線（尾道、廣島、山口方向）
  - 停車場
    - 小型車：80台
    - 大型車：56台

  - 廁所
    - 男士 大型5（和式2、西式3）、小型10
    - 女士 25（和式12、西式13）
    - 輪椅人士專用 1

  - 油站（ENEOS，24小時）
  - 餐廳（7:00-22:00）
  - 小食販賣（24小時）
  - 商店（24小時）
  - 咖啡廳（7:00-19:00）
  - 外賣店（9:00-19:00）
  - 麵包店（7:00-20:00）
  - 自動售賣機
  - 手提電話充電站（24小時）
  - 傳真服務（平日：8:00-17:00，假日：8:00-18:00）
  - 公路資訊
  - 彩票售賣（9:00-17:00）
  - 郵筒（福山郵局管理）

## 鄰近設施
山陽自動車道
(21)福山東IC - 福山SA - (22)福山西IC - (22-1)尾道JCT - (23)尾道IC

## 相關項目
- 日本服務區與休息區一覽

## 外部連結
- 西日本高速道路株式會社 （页面存档备份，存于）（日語）